# دانشگاه امریکانا (پاراگوئه)
دانشگاه امریکانا (به اسپانیایی: Universidad Americana) یک دانشگاه در پاراگوئه است که در آسونسیون واقع شده‌است.